# Rivière Tiblemont
Pour les articles homonymes, voir Tiblemont.
La rivière Tiblemont est un affluent de la rive sud du Petit lac Obaska (lequel se déverse dans le lac Tiblemont), coulant dans les cantons de Louvicourt et de Tiblemont, dans le territoire de Val d’Or, dans la municipalité régionale de comté (MRC) de La Vallée-de-l'Or, dans la région administrative de l’Abitibi-Témiscamingue, au Québec, au Canada.
Cette rivière coule en territoire agricole et forestier selon les endroits. L’agriculture et la foresterie constituent les principales activités économiques de ce bassin versant. La surface de la rivière est habituellement gelée de la mi-décembre à la mi-avril.
Les routes 113 et 117 desservent ce bassin versant.

## Géographie
La rivière Tiblemont prend sa source dans une zone de marais. Cette source est située à 25,8 km au sud-est de l’embouchure du lac Villebon lequel est traversé par la rivière Louvicourt, à 4,0 km au sud-est du chemin de fer du Canadien National, à 34,7 km au sud du centre-ville de Senneterre, à 25,3 km à l'est du centre-ville de Val d’Or et à 10,5 km au sud-est de la confluence de la rivière Tiblemont avec le Petit lac Obaska.
Les principaux bassins versants voisins de la rivière Tiblemont sont :
- côté nord : lac Tiblemont, rivière Pascalis ;
- côté est : rivière Louvicourt, lac Endormi, rivière Marquis, lac Guéguen ;
- côté sud : rivière Louvicourt, rivière Marrias ;
- côté ouest : rivière Colombière, rivière Pascalis, lac Montigny.

À partir de sa source, la rivière Tiblemont coule sur 16,6 km selon les segments suivants :
- 4,9 km vers le nord-est, jusqu’à un ruisseau (venant du sud) ;
- 3,6 km vers le nord-est, jusqu’à la route 113 ;
- 2,1 km vers l’est, jusqu’à la décharge (venant du sud) du Lac Wyeth ;
- 6,0 km (ou 4,1 km en ligne directe) vers le nord en serpentant jusqu'à la confluence de la rivière[2].

La rivière Tiblemont se décharge sur la rive sud du Petit lac Obaska lequel constitue un appendice de la rive sud du lac Tiblemont (longueur : 15,0 km ; largeur : 4,4 km ; altitude : 309 m). Le lac Tiblemont constitue le lac de tête de la rivière Bell.
Cette confluence de la rivière Tiblemont avec le Petit lac Obaska (longueur : 1,5 km) est située à 2,7 km à l'ouest de la confluence de la rivière Louvicourt avec le lac Tiblemont, à 8,5 km au nord de la route 117, à 10,4 km au nord du centre du village de Louvicourt, à 33,8 km au nord-est du centre-ville de Val d’Or et à 26,8 km au sud du centre-ville de Senneterre.

## Toponymie
Le toponyme rivière Tiblemont est interrelié au lac Tiblemont et au canton du même nom. Le terme tiblemont se réfère à Thiéblemont-Farémont qui est une commune française, située dans le département de la Marne en région Grand Est.
Le toponyme rivière Tiblemont a été officialisé le 5 décembre 1968 à la Commission de toponymie du Québec.